# Михаил Грушевски
Михаил Сергеевич Грушевски (на украински: Михайло Сергійович Грушевський; 17 (29) септември, Холм, Полско кралство (тогава част от Руската империя) – 24 ноември 1934 г., Кисловодск, СССР) е украински и съветски историк, обществен и политически деец, революционер. Един от лидерите на украинското национално движение, председател на украинската Централна Рада, професор в Лвовския университет (1894 – 1914), член на Чешката академия на науките и изкуствата, академик на Всеукраинската академия на науките (ВУАН) и на Академията на науките на СССР, член на научното дружество „Шевченко“. Основател на украинската научна историография.
Грушевски е най-известен като автор на „История на Украйна-Рус“ – десеттомна монография, която се превръща във фундаментален труд в историята на украинистиката и води до разгорещени научни спорове. Той защитава тезата за изолацията на славянското население на територията на днешна Украйна, започвайки от средата на първото хилядолетие от н.е., като по този начин Грушевски постулира концепцията за неразривно етнокултурно развитие в региона, която, по негово мнение, в крайна сметка довежда до формирането на специален етнос, различен от останалите източни славяни. Според концепцията на Грушевски, Киевска Рус се разглежда като форма на украинска държавност, тоест като „Украйна-Рус“. Въз основа на това историографско предположение, Грушевски, от една страна, прокламира етногенетичната разлика между украинския и руския народ и фундаменталното разминаване на векторите на развитието им, а от друга страна, постулира държавната приемственост на украинците като хегемон по отношение на Киевска Рус. В същото време политиката за събиране на руски земи от Иван III до Екатерина II се възприема от Грушевски като чисто негативно явление.

## Биография
По бащина линия Михаил Грушевски проследява семейството си от казашкия род Грушей-Грушевски, споменат в казашките регистри от 17 век, един клон от който по-късно дава няколко известни личности на духовенството.
Михаил Грушевски е роден в Холм (сега Хелм, Полша) в семейството на професора по руска литература Сергей Грушевски и Глафира Захаровна Грушевска (родена Опокова), произхождаща от семейството на свещеник от Подолието. По време на раждането на Михаил, баща му работи като учител по руски език и литература в гръкокатолическата гимназия в Холм. Сергей Грушевски е автор на учебник по църковнославянски език, приет от Министерството на образованието на Руската империя и препечатван многократно. Авторското право върху този учебник донася на семейството, а по-късно и на самия Михаил Грушевски, стабилен доход, който му позволява да се съсредоточи върху историческите изследвания.
Михаил Грушевски прекарва младостта си в Кавказ, където учи във Втора гимназия в Тифлис.
През 1886 – 1890 г. учи в Историко-филологическия факултет на Киевския университет. За своя студентски труд „Очерк за историята на Киевската земя от смъртта на Ярослав до края на XIV век“ получава златен медал и е оставен да работи към университета.
След като го завършва, Грушевски публикува статии в „Киевска старина“, „Записки на научното дружество Шевченко“, публикува два тома материали в „Архив на Югозападна Русия“ (част VIII, т. I и II). Предговор към тези материали е магистърската дисертация на Грушевски, озаглавена „Барское староство“ (Киев, 1894 г.). През 1894 г. той защитава магистърската си дисертация „Барское староство. Исторические очерки".
В своите трудове Грушевски разработва собствена теория за произхода и развитието на държавността на Киевска Рус и нейния народ.

### Галицки период
През 1894 г. в Лвовския университет (тогава в Австро-Унгария) се открива катедра по обща история със специален преглед на историята на Източна Европа, която е заета от Грушевски.
В Лвов Грушевски пише и публикува историческите си трудове Виїмки з джерел до історії України-Русі (1895), Описи королівщини в землях руських XVI в. (1895 – 1903, в 4 тома), Розвідки и матеріяли до історіі Украіни-Руси (1896 – 1904, в 5 тома) и започва работа по основния си труд – осемтомната Историей Украины-Руси.
Постепенно Грушевски става лидер на целия научен и културен живот на Галиция: от 1895 г. работи като редактор на „Записки на научното дружество Шевченко“, а през 1897 г. е избран за негов председател. Въвежда в обществото лидерите на националното движение на Галиция – Иван Франко и Павлик. През 1899 г. Грушевски участва активно в създаването на Украинската националдемократическа партия в Галиция.
През 1906 г. Харковският университет присъжда на Грушевски степента почетен доктор по руска история. През 1908 г., докато продължава да е професор в Лвовския университет и председател на научното дружество, Хрушевски представя кандидатурата си за катедра в Киевския университет, но получава отказ.

### Арест и изгнание
На 11 декември 1914 г. Грушевски е арестуван в Киев по обвинение в австрофилство и участие в създаването на украинския Доброволчески легион; след няколко месеца затвор, той е експулсиран със заповед на главнокомандващия Киевския военен окръг в Симбирск „докато населените места, от които е изгонен, са в състояние на военно положение“. На 7 април 1915 г. за Грушевски е установен обществен полицейски надзор.
Прекарвайки кратко време в Симбирск, с помощта на професора от Императорския Петроградски университет Алексей Шахматов, Грушевски получава разрешение да се установи в Казан. На 2 септември 1915 г. той напуска Симбирск. Заедно с него са съпругата му М. Вояковска и дъщеря им Екатерина. На 4 септември 1915 г., при пристигането си в Казан, той подписва документ за началника на полицията в Казан, че не бива да напуска града никъде без разрешението на казанския губернатор и, когато сменя квартирата си, трябва да декларира това както на началника на полицията, така и на съответните участъкови пристави. В Казан Грушевски първо живее в стая на гостилница „Франция“ на улица „Возкресенска“, а след това на улица „Болшая“ – в Леонтиевата къща.
По време на престоя си в града Грушевски успява да убеди представителите на либералната интелигенция, които му съчувстват, че местните условия застрашават не само научната му работа, но и живота му и живота на роднините му. И шестимата членове на Държавния съвет от Императорската Санкпетербургска академия на науките и университетите – Д. Грим, В. Вернадски, М. Ковалевски, И. Озеров, А. Василиев и С. Олденбург, ходатайстват пред министъра на вътрешните работи за преместването му от Казан в Москва. На 9 септември 1916 г. Грушевски напуска Казан за Москва, където живее до февруарската революция, след което се завръща в Киев.
В изгнание Грушевски пише историческата драма „Хмелницки в Переяслав“ и „Ярослав Осмомисъл“, за чиито сюжет служи запис в Ипатиевския летопис за изгнанието през 1173 г. на княз Ярослав Осмомисъл от галичаните.

### 1917 – 1918 г.
След февруарската революция от 4 (17) март 1917 г. на среща на представители на политически, социални, културни и професионални организации в Киев е обявено създаването на Централната Рада. На 7 (20) март се провеждат избори за нейното ръководство. За председател е избран задочно Михаил Грушевски, който по това време е в изгнание в Москва. На 13 (26) март той се завръща в Киев. Грушевски за първи път ръководи заседанието на Централната Рада на 28 март. С неговото завръщане, мнозина възлагат надежди за прекратяване на противоречията и обединението на демократичните сили. За заместник-председател на Централната Рада е избран Владимир Науменко.
Грушевски, който се придържа към либерално-демократични възгледи преди революцията, признава, че е възможно да се ускори национално-политическият процес в нова среда на пълна политическа и национална свобода. Поддържайки украинските есери (с които се сближава) и социалдемократи, той се заема с изпълнението на основната политическа задача на движението – формирането на национална държавност, първоначално под формата на национално-териториална автономия на Украйна от Русия, която по-късно трябва да бъде трансформирана в договорна федерация.
В началото на април 1917 г. се провежда Учредителният конгрес на Украинската партия на социалистите-революционери (УПСР), един от чиито основатели е Грушевски (заедно с Н. Ковалевски, П. Христюк, В. Голубович, Н. Шраг, Н. Шаповал и др.).
На 6 – 8 (19 – 21) април се провежда Всеукраинският национален конгрес, чиито 900 делегати избират 150 членове на Централната Рада и новия ѝ президиум. Грушевски е преизбран за неин ръководител (президент). В това си качество той преговаря с Временното правителство на Русия за предоставяне на автономия на Украйна.
След Октомврийската революция в Петроград, на 7 (20) ноември, Радата, по инициатива на Грушевски, провъзгласява Украинската народна република в състава на федеративна държава.
На общите избори на 25 ноември 1917 г., Грушевски е избран във Всерусийското учредително събрание от Киевски окръг № 1.
След като болшевиките разгонват Учредителното събрание (на 6 (18) януари 1918 г.), Централната Рада провъзгласява независимостта на Украинската народна република.
През януари 1918 г. киевските болшевики вдигат въстание, което е потушено от войските на Централната Рада.
На 26 януари (8 февруари) 1918 г. Червената армия превзема Киев. Централната Рада напуска града.
На 27 януари (9 февруари) 1918 г. представители на Централната Рада подписват сепаративен мирен договор с Германия и Австро-Унгария, въз основа на който Украйна е окупирана от австро-германските войски.
Под ръководството на Грушевски е разработена Конституцията на Украинската народна република. Основоположник на историческия мит, че Грушевски е бил „президент на републиката“, който се среща в украинската журналистика и научна литература, е Дмитрий Дорошенко.
На 29 април 1918 г. Централната Рада е премахната в резултат на държавния преврат на хетман Павло Скоропадски, подкрепен от окупационните сили.

### 1919 – 1934 г.
В края на март 1919 г. Грушевски заминава за Австрия и създава Украинския социологически институт във Виена. След няколко обръщения на Грушевски към украинското съветско правителство, в които той осъжда своята контрареволюционна дейност, през 1924 г. Общоруският централен изпълнителен комитет му позволява да се върне в родината за научна работа, за да въведе теоретичните основи на провеждащата се на практика украинизация. Грушевски става професор по история в Киевския държавен университет, избран е за академик на Всеукраинската академия на науките (ВУАН), ръководи историко-филологическия отдел. Той оглавява археографската комисия на ВУАН, чиято цел е да създаде научно описание на издания, отпечатани на територията на етнографска Украйна през 16 – 18 век. В края на 20-те години редица марксистки историци, по-специално Матвей Яворски, критикуват произведенията на Грушевски и колегите му, ангажирани с изследванията на украинското национално движение от втората половина на 19 век и които акцентират върху въпроса за репресиите на царските власти срещу украинофилите. Противниците на Грушевски посочват подценяването на социалния, класовия фактор, критикуват „буржоазното тесногръдие“ на лидерите на украинското национално движение и подчертават значението на руско-украинското революционно сътрудничество.
През 1929 г. Грушевски е избран за пълноправен член на Академията на науките на СССР.
През 1931 г. е арестуван и обвинен в „контрареволюционна дейност“. Обвинен е в ръководене на антисъветския Украински национален център. Повечето от неговите ученици и служители, работили с него през 20-те години, също са репресирани.
След освобождаването му от ареста, работи в Москва.
През 1934 г. заминава за лечение в Кисловодск, където умира внезапно след проста хирургическа операция.

## Съдба на семейството
В края на 30-те години творбите на Грушевски са забранени в СССР и много от роднините му (включително дъщеря му, също известна историчка) са репресирани. При преследването на членове на семейство Грушевски, са използвани показанията на бившия му ученик (и информатор на НКВД, а по-късно и украински колаборационист) Константин Щепа.

## Критика

### От руска страна
Историческите възгледи на Грушевски са възприемани нееднозначно, както по негово време, така и след смъртта му, срещайки отхвърляне и осъждане в историографията, главно сред поддръжниците на концепцията за триединния руски народ и малоруската идентичност, но сред критиците му са и украински историци като Агатангел Кримович.
Началото на полемиката с Грушевски и неговите поддръжници може да се проследи в руската преса след революцията от 1905 г. През тази година в Харков са публикувани критична статия и книга под едно и също заглавие „Научна работа на професор Грушевски: „Очерци за историята на украинския народ“. Техният автор, историкът и писател, член на Руското историческо общество Николай Павлов, осъжда украинския центризъм на Грушевски и отхвърлянето на важни аспекти от общоруската история, които противоречат на неговата концепция. През 1907 г. влиятелният киевски общественик и публицист Борис Юзефович, след като се запознава с трудовете на Грушевски, пише за него като „учен-лъжец“, като това е и в пряко отражение на опита на Грушевски да заеме мястото на професор на катедрата по руска история в Киевския университет „Св. Владимир“.
Руският историк Иван Линиченко публикува през 1917 г. брошурата „Малоруският въпрос и автономията на Малорусия. Отворено писмо до професор Грушевски", в която дава критичен анализ на историческата му концепция и му предлага полемика. Грушевски не приема предизвикателството. Възгледите му са подложени на детайлна историографска критика и от Александър Пресняков.
По време на гражданската война непримирим критик на концепцията за Украйна-Рус на Грушевски е Андрей Стороженко, който разглежда подхода му като опит да облече политическите задачи на украинския сепаратизъм в историческа форма. Творбите на Грушевски, от гледна точка на Стороженко, се отличават с ожесточена омраза към Русия, към самите имена: „Рус“, „руски“; култ към революцията и изключителна симпатия към чуждото завоевание на Русия. Стороженко смята властите на Австро-Унгария за първоначален клиент на творбите на Грушевски по време на мандата му като професор в Лвовския университет. Сред руската емиграция от първата вълна един от най-видните противници на Грушевски е княз Александър Волконски.
През 60-те години критичен труд, озаглавен „Неизвратената история на Украйна-Рус“, заиграваща се със заглавието на Грушевски, е публикувана в Ню Йорк от Андрей Занкевич.
Сред критиците на Грушевски са и историците Венедикт Мякотин и Тимотей Флорински.
Сред умерените опоненти, които частично признават Грушевски, са украинският историк Александър Оглоблин и руският Петър Бицилли, който публикува есето „Проблемът на руско-украинските отношения в светлината на историята“.

### От украинска страна
Дмитрий Донцов, един от основателите на украинския интегрален национализъм, в своя киевски дневник „Рік 1918. Київ“ говори за Грушевски като за „политически москофил“ и заявява, че „Грушевски, с всичките си възгледи и възхищението си към Русия, беше идолът и знамето на целия украински демократичен лагер.“.
Един от най-непримиримите му противници е известният ориенталист Агатангел Кримович.

## Памет
- Историко-мемориален музей на Михаил Грушевски в Киев.
- В Лвов, на територията на имението, където живее до 1914 г., е издигнат музей, наречен на негово име – Държавен мемориален музей „Михаил Грушевски“.
- Мемориална плоча на дом номер 2/3, сграда 1 на улица „Погодинска“ в Москва, където живее и работи Грушевски.
- Мемориална плоча на къща номер 15 на улица „Кремъл“ в Казан, където Грушевски живее и работи през 1915 г. (инсталирана на 16 септември 2006 г.).[9]
- Музей в село Сестриновка, район Казатински, Виницка област.
- Улица на негово име в Днипро (бивша Карл Либкнехт).
- Улица „Михаил Грушевски“ в Киев (до 1991 г. „Киров“).
- Улица „Михаил Грушевски“ в Одеса.
- Улица на негово име в Запорожие.

### Изображения
Портретът на Михаил Грушевски е изобразен на украинските банкноти с номинал 50 гривни, емисии от 1996 и 2004 г. и на възпоменателни монети, издадени през 1996, 2006 и 2016 г.

### Паметници
Паметник на Грушевски е издигнат в Киев до Института по филология „Тарас Шевченко“, в Лвов на булевард „Шевченко“, както и в Луцк, Червоноград и Бар.
- Паметник в Лвов

### В киното
| Година | Страна  | Име                                   | Режисьор                        | В ролята       | Бележки                                      |
| ------ | ------- | ------------------------------------- | ------------------------------- | -------------- | -------------------------------------------- |
| 1957   | СССР    | „Истина“                              | Виктор Доброволски, Исак Шмарук | Сергей Петров  | Екранна адаптация на пиесата от А. Корнейчук |
| 1970   | СССР    | „Мир на колибите – война на дворците“ | Исак Шмарук                     | Александър Гай | Екранна адаптация на романа на Ю. Смолич     |
| 1970   | СССР    | „Семейство Коцюбински“                | Тимофей Левчук                  | Лорънс Масоха  |                                              |
| 2017   | Украйна | „Слуга на народа 2“                   | Алексей Кирюшченко              | Юрий Крапов    |                                              |
| 2018   | Украйна | „Тайният дневник на Симон Петлюра“    | Олес Янчук                      | Богдан Бенюк   |                                              |
| 2019   | Украйна | „Страхотната 1918“                    |                                 | Сергей Дзялик  |                                              |

## Трудове
- История на украинската литература (Історія української літератури)
- История на Украйна—Рус (Історія України-Руси)
- „Очерк за историята на Киевската земя от смъртта на Ярослав до края на XIV век“ на сайта Руниверс

### Пожизнени публикации
- Южнорусские господарские замки в половине XVIII века. Киев: Тип. Имп. ун-та св. Владимира, 1890.
- Волынский вопрос. 1097 – 1102 г. Киев, 1891.
- Барское староство, исторические очерки (XV—XVIII в.).[22]
- Звенигород Галицький // Зап. НТШ, т. XXXI—XXXII – 1896.
- Описи Ратенського староства в 1500 – 1512 рр. // Зап. НТШ, т. XXVI, кн. VI – 1898, с. 1 – 40.
- Похоронне поле в с. Чехах. [S.l.], 1899.
- Хмельницький i хмельнищина. Львів, 1901.
- Iсторія Украіни-Руси. Тт. 1 – 4. Львів, 1904 – 1907.
- Ещё о грамотах кн. Льва Галицкого. СПб.: Тип. Имп. Акад. наук, 1905.
- Украинство в России, его запросы и нужды. СПб., 1906.
- Gruschewski, M. Die Kleinrussen. In: Melnik, J. (1906): Russen über Russland. Frankfurt a. M., Rütten & Loening, S. 616 – 640.
- За український маслак. Київ, 1907.
- Движение политической и общественной украинской мысли в XIX столетии. СПб.: Тип. т-ва Общественная польза, 1907.
- Единство или распадение России. СПб.: Тип. т-ва Общественная польза, 1907.
- Из польско-украинских отношений Галиции. СПб.: Тип. т-ва Общественная польза, 1907.
- Освобождение России и украинский вопрос. СПб.: Тип. т-ва Общественная польза, 1907.
- Украинский вопрос. СПб.: Тип. т-ва Общественная польза, 1907.
- Володимир Антонович. Київ, 1909.
- На українськие теми: на новий рік // ЛНВ, № 45 – 1909, с. 115 – 126.
- Ukraine-Weissrussland-Litauen // Ukrainische Rundschau, № 2 – 1909.
- Очерк истории Киевской земли от смерти Ярослава до конца XIV столетия. Киев-Одесса, 1911.
- Очерк истории украинского народа. Киев, 1911.
- История украинского казачества до соединения с Московским государством. Тт. 1 – 2. Киев, 1913 – 1914.
- Ein Ueberblick der Geschichte der Ukraine. Wien: Verlag d. Bundes zur Befreiung d. Ukraina, 1914.
- Прѣглед на украинската история. София: Союз за освобождаване на Украйна, 1914.
- Як жив український народ. Царгород: накл. Союзу Визволення України, 1915.
- Die ukrainische Frage in historischer Entwicklung. Lemberg: Verlag d. Bundes zur Befreiung d. Ukraina, 1915. (английска версия – The Historical evolution of the Ukrainian Problem. London, 1915.
- Украинскій народъ въ его прошломъ и настоящемъ.[23]
- Geschichte der Ukraine. T. 1. Lemberg, 1916.
- Якої ми хочемо автономії і федерації. Київ, 1917.
- Хто такі українці і чого вони хочуть. Київ, 1917.
- Вільна Україна. Київ, 1917.
- Иллюстрированная история Украины.[24][25]
- З починів українського соціялістичного руху. Відень, 1922.
- Автобіографія. Київ, 1926.